# Angelo Picano
Angelo Picano (Cassino, 14 marzo 1939) è un politico italiano.

## Biografia
Deputato nell'ottava e nona legislatura (dal 1979 al 1987) e senatore nella decima e undicesima (dal 1987 al 1994) nelle file della DC. È stato anche sottosegretario alle Partecipazioni Statali e al Bilancio, Programmazione Economica in vari governi fra la seconda metà degli anni '80 e inizio anni '90.
Nel 1997 si candida a Presidente della provincia di Frosinone, sostenuto dal Partito Popolare Italiano e da Rinnovamento Italiano, giungendo quarto con il 16.07% dei consensi e accedendo al consiglio provinciale. È stato anche per tre mandati consigliere comunale a Cassino.
Alle elezioni politiche del 2006, dopo 12 anni circa dalla precedente legislatura in Parlamento, si ricandida alla Camera dei Deputati, nella circoscrizione Lazio 2, nelle liste dei Popolari UDEUR, venendo eletto deputato della XV Legislatura. Termina il mandato parlamentare nel 2008.